# Università statale dell'Adighezia
L'Università statale dell'Adighezia (in russo Адыгейский государственный университет?, Adygejskij gosudarstvennyj universitet) è un ente di istruzione accademica russo situato a Majkop.

## Storia
L'attuale istituzione origina da un primo istituto fondato nel 1940.

## Dipartimenti
Sono presenti le seguenti facoltà:
- scienze matematiche e informatiche
- ingegneristico-fisica
- scienze naturali
- storia
- lettere
- cultura adighè
- lingue straniere
- diritto
- economia
- pedagogia
- studi internazionali